# I. Agapét pápa
I. Szent Agapét (latinul: Agapetus), (? – 536. április 22.) volt az 57. pápa Rómában 535. május 13-tól haláláig. Az egyik legrövidebb pontifikátus alatt (mindössze 10 hónap) jelentős eredményeket ért el a keleti egyházakkal való megbékülés és egység megteremtésében.  Konstantinápolyi útját még halála után sokáig emlegették egyházi berkekben. Eközben a világi politika is változásokon ment át.

## Élete
Egy Gordianus nevű római pap gyermeke volt, akit megöltek a Szümmakhosz pápa pontifikátusa alatt kitört lázadásokban. Így árva gyermekként került az egyházhoz, ahol hamar fény derült kiváló képességeire. Róma archidiakónusa lett, és az egyik legprominensebb tagja a klérusnak. Miután sikerült megőriznie pártatlanságát, II. János pápa halála után 5 nappal megválasztották a keresztény egyház fejének.
Első hivatalos cselekedete volt, hogy egy zsinaton elégette az összegyűlt egyháziak előtt II. Bonifác pápa azon rendelkezését, hogy ellenfelét, Dioszkuroszt kitagadta az egyházból. 
Megerősítette a karthágói zsinat rendelkezéseit is. A zsinat a vandálok uralma alól felszabadult észak-afrikai tartományok egyházi rendjét akarta helyreállítani. Az arianista papok megtéréséről és befogadásáról tartott vita arra az eredményre vezetett, hogy azoknak a papoknak, akiket már a zsinat előtt felszenteltek írásbeli hűségesküt kell tenniük. Azok az egyháziak, akik a jövőben akarnak megtérni az ariánus hitből, nem szabad befogadni a keresztény egyház klérusába.
Elfogadta a Galliában fogva tartott riez-i püspök, Contumeliosus fellebbezését is, akit a marseille-i zsinat erkölcstelenségért ítélt el. Elrendelte, hogy az arles-i püspöknek, Caesariusnak garantálnia kell Contumeliosus ügyének újratárgyalását pápai követek előtt.
Mégis Agapét legnagyobb tettei nem ezekhez a területekhez kapcsolódnak, hanem a Kelethez. 535 őszén Flavius Belisarius, I. Iusztinianosz bizánci császár hadvezére könnyű rohamban elfoglalta Szicíliát, és nem titkolta ama célját, hogy egész Itáliát el akarja foglalni. A keleti gót király, Theodahad ezért a pápához ment, és könyörgött neki, hogy utazzon el Iustinianushoz Konstantinápolyba, és bírja rá a császárt a békére. Agapétnak el kellett zálogosítani az egyházi szent kelyhek egy részét, hogy ki tudja fizetni a hajóút költségeit. 535 telének közepén indult útnak a pápai hajó öt püspökkel és magas rangú hivatalnokokkal a fedélzetén. 536 februárjában érkezett meg a keleti fővárosba Agapét és kísérete. A város hatalmas pompával fogadta az egyházfőt, és Iustinianus megfelelő fogadást adott tiszteletére. Miután a pápa elmondta látogatásának okát, a császár azt válaszolta, hogy örül az egyházfő látogatásának, de Itália ügyébe nagyon elkötelezett, és ezért nem fogadja el a békeajánlatot.
Agapét elfogadta I. Iusztinianosz döntését, és ott tartózkodásának fennmaradó idejében a keleti egyház vezetőivel akart találkozni. Akkoriban a konstantinápolyi pátriárka hivatalát Anthimosz töltötte be, aki Theodora császárné bizalmát élvezte, és az úrnő hatására egyre közelebb került a monofizita tanokhoz. Hamarosan az egész trabezundi egyházmegyét monofizita vezetés alá helyezte, noha erre a kánonok szerint nem volt joga. Ráadásul a patriárka nem fogadta el a kalkedóni zsinat döntéseit. Agapét ezt látva azonnal eretneknek és jogbitorlónak nevezte Anthimoszt, és felszólította, hogy írásban küldjön neki hűségesküt. Miután a pátriárka ezt megtagadta, a pápa megszakított vele minden kapcsolatot. A császárt nagyon bosszantotta ez a helyzet, és felesége hatására száműzetéssel fenyegette meg Agapétot.
Erre a pápa a következőket írta: „Mohó vágyakozással érkeztem meg ide, hogy csodáljam a legnagyobb keresztény császárt, Iustinianoszt. De ideérve nem találtam mást, csak egy Diocletianust, aki fenyeget engem, noha meg nem rettent.” Ezek a mondatok elgondolkodtatták a császárt, és végül meg is győzték Anthimosz hűtlenségéről. Így az egyház történetében először a császár írásban ismerte el a római pápa jogát arra, hogy megnevezze és felfüggessze a bitorlókat, és személyesen nevezzen ki helyükre utódokat. Így ez alapján Agapét új pátriárkát nevezett ki Konstantinápoly élére, Mennász személyében. Ez a császári támogatás azonban nemcsak a pápai hatalmat ismerte el, hanem egyúttal a monofizitákat is elítélte. Ezért a keleten és a nyugaton egyaránt nagy tiszteletben tartották I. Agapét nevét, és halála után szentté is avatták. I. Iusztinianosz császár hűségesküt adott át a pápának, hogy minden kételyt eloszlasson hithű vallásossága felől.
Röviddel ezután Agapét súlyos beteg lett, és hamarosan április 22-én a császári palotában meghalt. Testét hajón szállították vissza Rómába, ahol a Szent Péter-bazilikában helyezték örök nyugalomra. A nyugati egyházak ünnepnapját hamvainak Rómába érkezésekor tartják, azaz szeptember 20-án.

## Művei
- Documenta Catholica Omnia (latin nyelven). (Hozzáférés: 2011. december 6.)